# Taxe pigouvienne
Une taxe pigouvienne (ou pigovienne) est une taxe destinée à internaliser le coût social des activités économiques, notamment en ce qui concerne la pollution. Elle vise ainsi à intégrer au marché les externalités négatives. Le principe pollueur-payeur en découle, bien que la taxe pigouvienne n'y obéisse pas totalement, les recettes de la taxe pouvant être retournées indirectement aux pollueurs.
Le concept doit son nom à l'économiste britannique Arthur Cecil Pigou (1877-1959), qui est le premier à proposer une taxation correctrice des externalités en 1920.
Une taxe pigouvienne peut être appliquée à un produit dont la fabrication ou l'utilisation engendre une pollution. Elle a pour objectif principal d'envoyer un signal-prix aux agents économiques et d'améliorer la compétitivité de produits équivalents moins polluants. Le produit de la taxe pigouvienne peut être intégré au budget général de la nation ou être alloué à un budget spécifique destiné à mettre en place des mesures préventives de la pollution ou à remédier à ses effets négatifs. Des exemples de taxes pigouviennes sur la pollution, comme une écotaxe, sont la taxe carbone, la taxe sur les carburants et le péage urbain.
Dans le domaine de la santé, les taxes sur le tabac, l'alcool ou la taxe soda sur les boissons sucrées en sont également des exemples.